# گیاه‌پارچ سخت‌برگ
گیاه‌پارچ سخت‌برگ (نام علمی: Nepenthes rigidifolia)، یک گونه از سرده گیاه‌پارچ‌ها است.